# モノウ橋

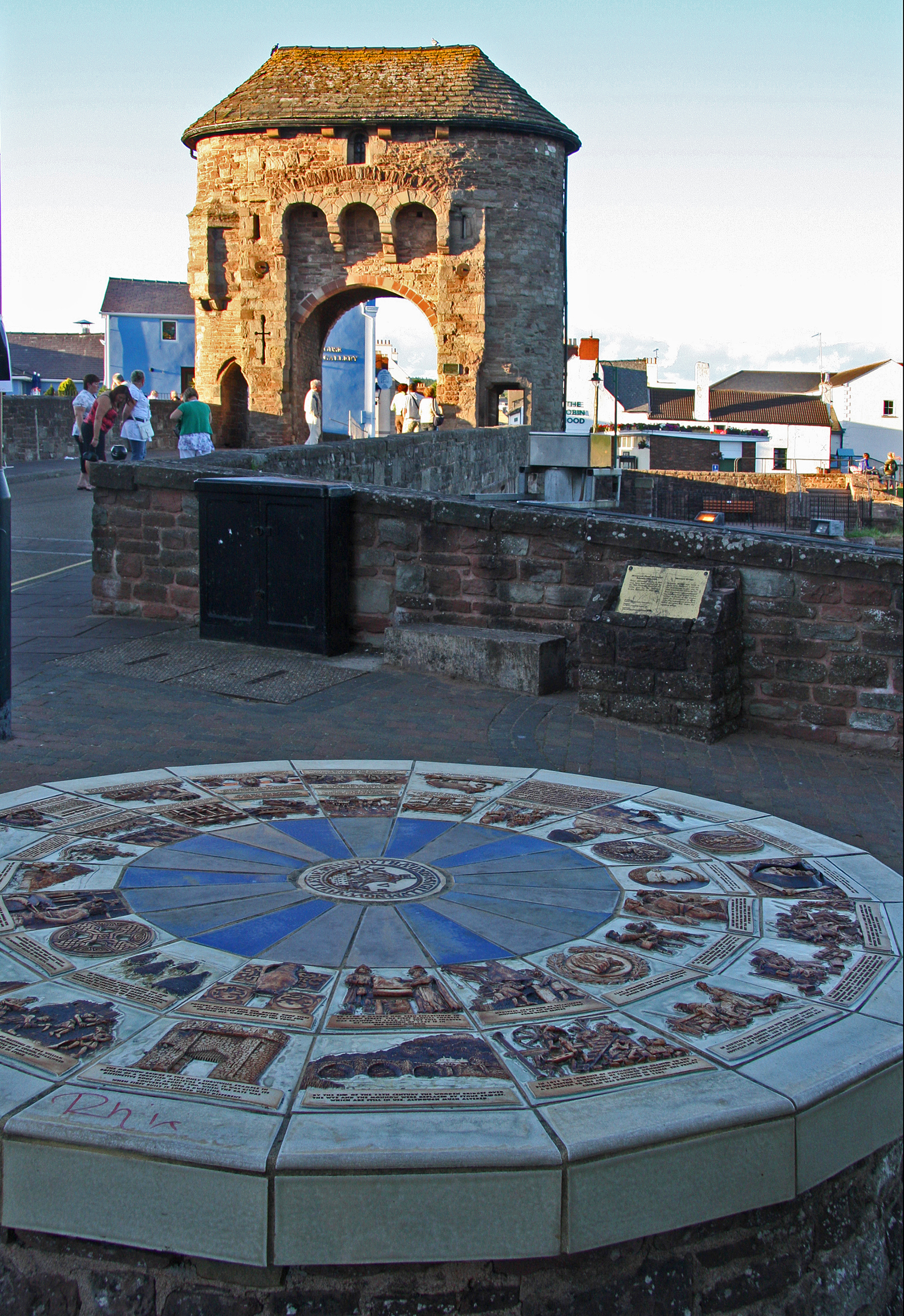
西暦二千年記念の台座

モノウ橋（モノウばし、ウェールズ語: Pont Trefynwy、英語: Monnow Bridge）は、ウェールズのモンマスにある橋。中世の要塞化された河川橋としてはイギリスで唯一現存するものであり、今も当初の場所にゲートタワーごと残っている。この橋はモノウ川に架かり、その500メートルほど下流でワイ川と合流する。現在は歩行者専用橋であり、指定記念物かつ第一級イギリス指定建造物になっている。

## 13-14世紀の橋と門楼
現在の橋は13世紀後半に完成した。一般に1272年とされているが、文献的な裏づけはない。この石橋は、それ以前の木造橋を架け替えたものである。1988年に行なわれた洪水対策の際、現在の橋の真下に木造橋の遺構が見つかり、年輪年代学的分析を行なった結果、その木材は西暦1123年から1169年の間に切り出されたものだと分かった。いくつかの文献によると、橋と近くのサン・トマス・ザ・マーター教会は、ヘンリー3世の一派とペンブルック伯リチャード・マーシャルの軍勢が争った1233年のモンマスの戦いの戦火で被災している。
この石橋は旧赤色砂岩で造られており、3本のアーチが乗る六角形の橋脚は鋭角の水よけを形作っている。モノウ・ゲートと呼ばれる門楼は、特徴的かつ注目に値する外観をモノウ橋にもたらすものであり、13世紀末あるいは14世紀初め、橋そのものが作られた2-3年後に付け加えられた。1297年、エドワード1世は、甥のランカスター伯ヘンリーの求めに応じて、モンマスのために城壁税を定めた。これにより市民は防御のための市壁 (town walls) と門の造営にとりかかることができた。1315年6月1日にこの税は更新・延長されているため、その時点でまだ工事は未完了もしくは補修が必要な状態であった。当時の橋は今よりずっと細く、通行者はみな吊るし門（今も門の上げ下げの溝が残っている）とアーチをくぐって通っていた。よく目立つアーチ型の出し狭間が、中世のいずれかの時点（おそらくは14世紀後半）に付け加えられた。
地元の歴史家キース・キサックによると、門楼は防御力という点で役に立つものではなかった。というのも、モノウ川はすぐ上流で徒歩で渡河できてしまうからだ。とはいえ、町にいるアングロ＝ノルマン人たちが周囲のウェールズ人の攻撃から身を守る役には立ったし、市場に出向く人々から通行税を徴収するための障壁としても機能した。通行税は、1297年と1315年の勅許状文書 (Patent Rolls) および後年の町の勅許状 (town charters) で公に認められた。

## 14世紀以降
モンマスの町や城はオーウェン・グリンデュアが起こした反乱で攻撃を受けることは無かったが、近隣のアバーガベニーとグロスモントは焼き払われ、モンマスも周辺地域の荒廃のあおりを受けた。2世紀の後、イングランド内戦において、町の主は何度か変わり、1645年にモノウ橋はラグランから来た騎士党の軍勢と Colonel Kirle が率いる円頂党との小競り合いの舞台になった。1705年、橋は修繕が必要になっていた。当初の銃眼つき胸壁は隙間の無い平らな壁となり、川面に木柱とラスを張り出した二階建て住居がつけられるよう改築された。住み込みの門番はこの住居に間借りし、建物の修繕と維持も任された。また一部は留置所 (village lock-up, (en)) としても使われた。橋と門楼は1771年から1775年にかけてまとめて修繕された。1804年までには、門楼は住居に転用された。
川に張り出した部分は1815年に取り壊された。1819年には橋の混雑を緩和するため、門楼中央アーチの脇（上流側）に歩行者用の通り道が開けられた。1830年までは門楼はモンマスの自治体が所有していたが、その後は資産交換の一環として、正式にボーフォート公の手に渡った。門楼の屋根は1832年に改築され、庇を深くとり、装飾された持ち送りが両側に各4個つけられた。1845年には2本目の歩行者道が下流側にも設けられた。これ以降、建物はおおむねそのまま保たれており、定期的なメンテナンスと修繕が行なわれている。1900年には所有権がモンマスシャー州議会に移り、その事は門楼の真鍮製記念額に記されている。
遅くとも19世紀半ばには、モンマス中心部の「アップ・タウン」とオーバーモノウの「キャッパーズ・タウン」（その名はモンマス帽にちなむ）の間で若者同士の年次決戦、いわゆる muntlings が門楼で行なわれるようになった。この行事は5月1日と5月29日に開かれ、参加する若者たちは石で重しをつけた竹箒、いわゆる muntle で武装した。この喧嘩騒ぎは1858年に禁止された。

## 20世紀にかけて
1889年から1902年にかけて、橋の保存計画が実行された。まず始めに行なわれたのは、いずれ起こりそうだった塔の崩壊を防ぐため、金属製の棒を差し込んで塔の両面同士を継ぎ止めるというものだった。2本の棒の端にある4枚の円盤は今でも見ることができる。1892年にはアーチと橋台の工事が行なわれ、川底の侵食が危険なほど橋台の下まで進んでいることが分かった。この時期の保存工事は、1890年代半ばから1897年にかけたゲートタワー外観のメンテナンスで終わった。樋と配水管が追加され、侵食の激しい石は真四角の旧赤色砂岩に取り替えられ、塔の正面左側にあった矢形の十字形の切り込みは元通り左右対称に直された。1893年4月、橋で最初となる街灯が町議会によって取り付けられた。1920年代後半、最上部がペアの電灯に取り替えられた。1960年代に灯火類は全て取り除かれ、1991年からは投光照明されている。
モノウ橋は太鼓橋であり、橋に至る道も狭かった。そのため20世紀になり交通量が増えると、事故や渋滞が起き、バイパス建設の要望が多く出るようになった。モノウ橋は1923年に初めて旧跡 (Ancient Monument) として正式に認められ、同じ頃に新しい橋の建設案が起こされた。1965-1966年に造られた新しいA40ロードは町の交通事情を大いに改善し、1981年に州自治区議会が立案した町の中心部の開発計画は、新しい橋の建設を提案した。1982年5月18日、橋を渡ってモンマスに入ろうとした2階建バスが大事故を起こし、大掛かりな修繕工事が行なわれる間、1か月にわたり橋は閉鎖された。
1999年にオヴ・アラップらはモノウ橋から離れた別の橋の実現可能性について検討したが、彼らの案は破棄された。しかし市街内の交通事情改善のため、モノウ川に架かる橋が最終的には建設されて2004年3月15日に開通し、モノウ橋は歩行者専用になった。この計画によって、昔からの牛市場は取り壊された。二千年紀を記念するため、焼き物のモザイクがモンマス町議会によって作られた。この円形の台座は、2000年にわたる地元の歴史を描いた40枚のタイルからなっている。モノウ橋の情景は、モンマスの町のシンボルとみなされている。

## ギャラリー

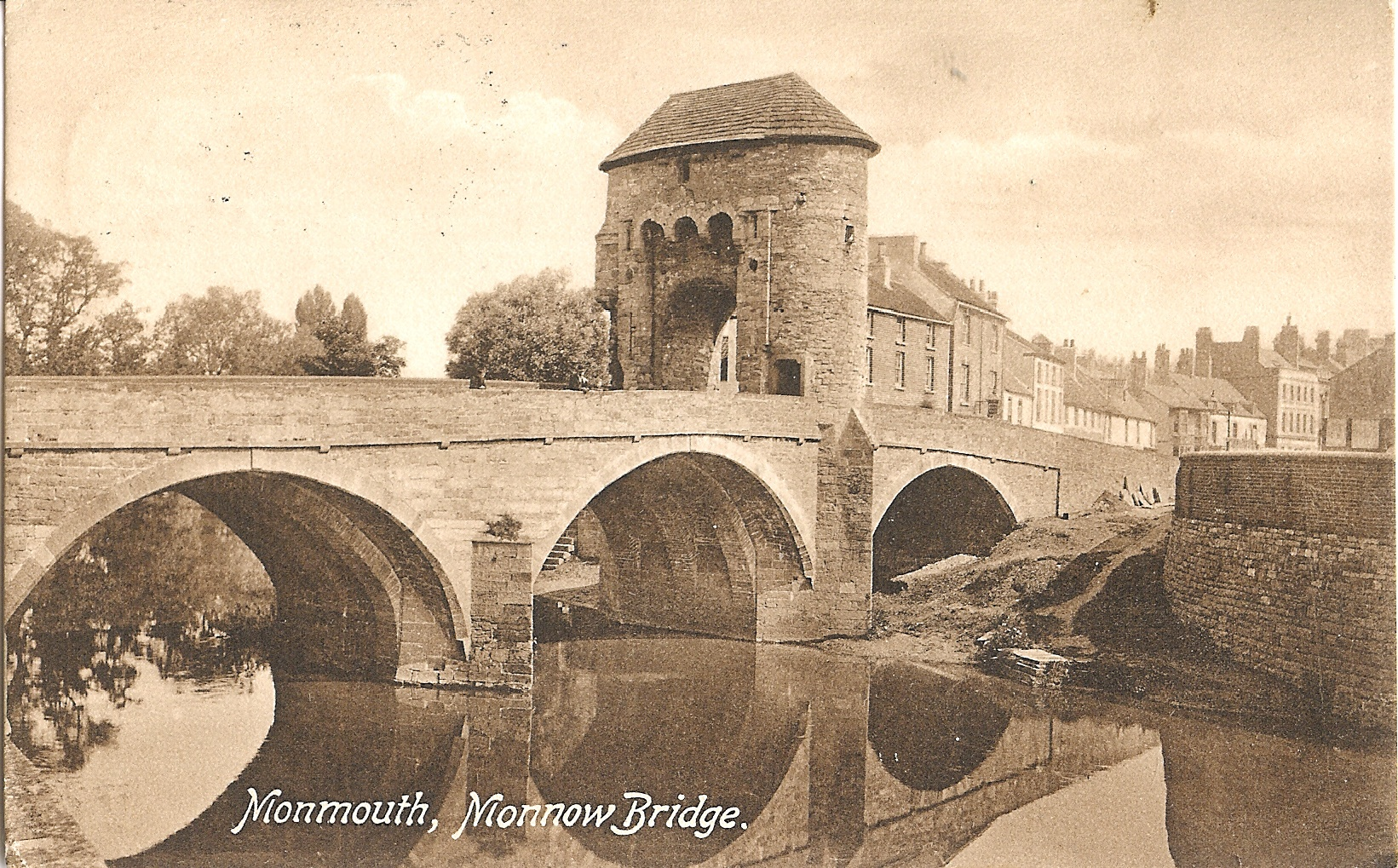
モノウ橋と門楼（1915年）
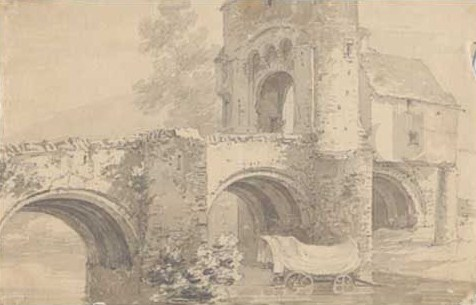
モノウ橋（トマス・ハーン（英語版）画、鉛筆と水彩、1780年代）
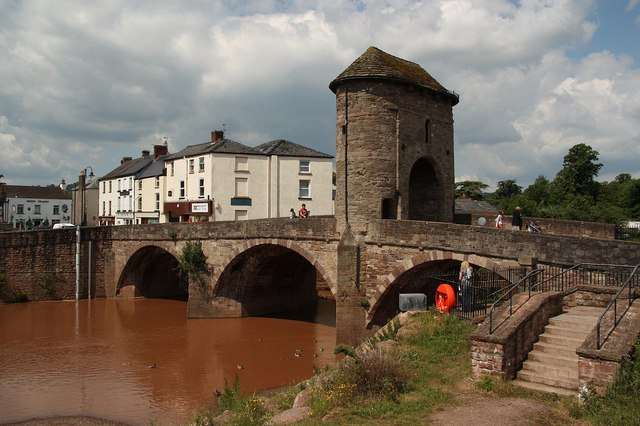
東側から見た橋
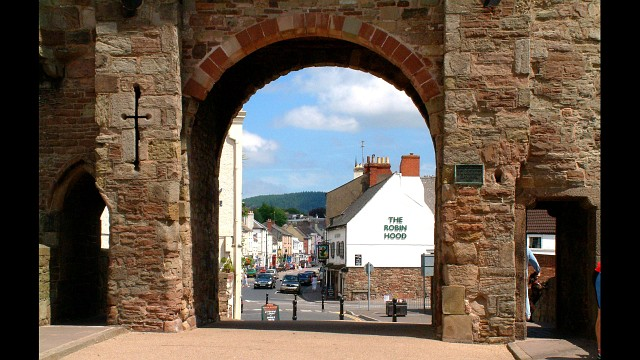
アーチを通して見る、東側の町の中心部
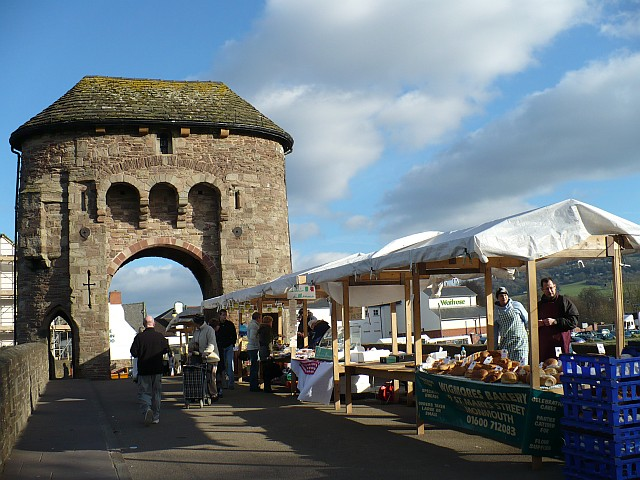
橋の上に開かれた農家の露店（2008年）
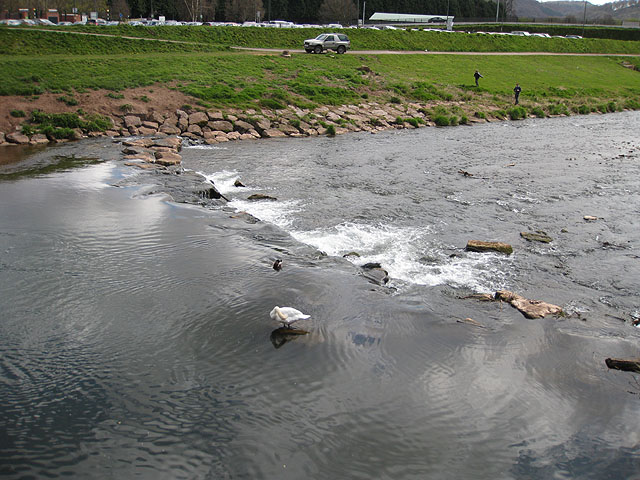
モノウ橋下の堰